# Здовбицька волость
Здовбицька волость — історична адміністративно-територіальна одиниця Острозького повіту Волинської губернії Російської імперії. Волосний центр — село Здовбиця.

## Історія
Здовбицька волость існувала до 1921 року. З 1903 року на території волості існувало заштатне місто Здолбунів — того року це містечко отримало міські права. На відміну від усіх інших заштатних міст, не було окремою адміністративною одиницею, а було одним із поселень волості.

## Адміністративний устрій
Станом на 1885 рік волость складалася з 16 поселень та 13 сільських громад. Населення — 6314 осіб (3233 чоловічої статі та 3081 — жіночої), 629 дворових господарства.
Основні поселення волості:
- Здовбиця — колишнє власницьке село за 27 верст від повітового міста, 1200 осіб, 126 дворів, 2 православних церкви, католицька каплиця, постоялий будинок, водяний млин. За 2 версти — станція залізниці Здолбунів. За 3 версти — село різничинців Здолбунів із 4 постоялими дворами, трактиром, 2 портерними, 7 лавками, базаром по неділях.
- Глупанин — колишнє власницьке село, 250 осіб, 31 двір, православна церква, водяний млин.
- Гульча — колишнє державне та власницьке село, 630 осіб, 75 дворів, православна церква, школа, постоялий будинок. Поряд колонія чехів із костелом, трактиром, постоялим будинком, 2 лавками.
- Івачків — колишнє власницьке село, 270 осіб, 26 дворів, православна церква, школа.
- Копитків (Октавин) — колишнє власницьке село, 187 осіб, 27 дворів, православна церква, кузня.
- Новомильськ — колишнє власницьке село, 316 осіб, 41 двір, православна церква.
- П'ятигірря — колишнє власницьке село, 260 осіб, 31 двір, православна церква, водяний млин.

## У складі Польщі
Після окупації поляками Волині волость називали ґміна Здолбіца і включили до Рівненського повіту Волинського воєводства Польської республіки. Центром ґміни було село Здовбиця. 18 березня 1921 року, після підписання мирної угоди («Ризький мир») між РРФСР і УСРР, з одного боку, та Польщею — з другого, був прокладений новий державний кордон, який поділив Волинську губернію на дві частини — до Польщі відійшли 6 повітів губернії, а також 5 волостей Острозького повіту, серед яких була і Здовбицька волость. 
У польський час територія волості повністю збіглася з ґміною Здовбиця Рівненського повіту, а з 1925 року — Здолбунівського повіту.
1 січня 1925 р. ґміну Здолбіца вилучено з Рівненського повіту і включено до Острозького повіту, де повітовий центр було перенесено до міста Здолбунів, повіт перейменовано на Здолбунівський. . А 8 липня того ж року місто Здолбунів було розширено за рахунок вилучення з сільської гміни Здовбиця села Здолбунів і всієї площі фільварку Здолбунів та включення їх до міської гміни Здолбунів.
На 1936 рік ґміна складалася з 30 громад:
1. Глупанин — село: Глупанин;
2. Гринівщина — село: Гринівщина;
3. Гульча Чеська — село: Гульча Чеська;
4. Гульча — село: Гульча;
5. Івачків — село: Івачків та залізнична станція: Івачків;
6. Йосипівка — село: Йосипівка;
7. Копитків — село: Копитків;
8. Лідава — село: Лідава;
9. Маївка — село: Маївка;
10. Мар'янівка — село: Мар'янівка;
11. Миротин — село: Миротин;
12. Новомильськ — село: Новомильськ та хутір: Кут;
13. Новосілки — село: Новосілки та колонія: Олександрівка;
14. П'ятигори — село: П'ятигори;
15. Порозів — село: Порозів та селище: Порозів;
16. Старомильськ — село: Старомильськ;
17. Степанівка — село: Степанівка та колонія: Клин;
18. Стрільці-Великі — село: Стрільці-Великі;
19. Тайкури — село: Тайкури, колонії: Юридика і Закревщина, хутори: Гусяк, Лиски і Кар'єр та селище: Підзамче;
20. Урвенна — село: Урвенна;
21. Загорощ — село: Загорощ та хутори: Слов'янщина і Софіївка;
22. Залісся — село: Залісся;
23. Здовбиця — село: Здовбиця, колонія: Крутий-Берег та хутори: Каменюха, Загаєцький і Зацерків'я.

17 січня 1940 року ґміна (волость) ліквідована через утворення Здолбунівського району.